# Finn Nielsen
 Der er flere personer med dette navn, se Finn Nielsen (flertydig).
Finn Nielsen (født 21. april 1937 i Esbjerg) er en dansk skuespiller., der har medvirket i film, tv og teaterforestillinger. Han har bl.a. spillet med i Piger i trøjen, Piger i trøjen 2, Det forsømte forår og Lille soldat. Han har desuden haft fremtrædende roller i julekalenderne Nissebanden i Grønland og Jul på Slottet.

## Baggrund
Nielsen gik i privatskole i Odense.
Han arbejdede i en herreekviperingsforretning på Fyn som yngstemand i en årrække og
kom siden ind som soldat.
Han var balletdanser, og som danser fik han flere mesterskaber bag sig,[kilde mangler]
Nielsen kom ind på Skuespillerskolen ved Odense Teater i midten af 1960'erne.
Nielsen var gift med skuespillerinden Ann Hjort som han mødte i forbindelse med optagelserne til Nissebanden i Grønland.
Parret gik fra hinanden i 2010.

## Karriere
Nielsen debuterede og fik gennembrud i rollen som Riff i Odense Teaters opsætning af West Side Story.
Der var tale om skandinavienspremiere og forestillingens amerikanske komponist Leonard Bernstein overværede en forestilling og hilste efterfølgende på Nielsen og to andre unge skuespillere fra forestillingen, Paul Hüttel og Ole Ernst.
Nielsen var ansat på Odense Teater frem til 1971, hvorefter han fik engagementer på Folketeatret, Gladsaxe Teater, Nørrebros Teater og Det Danske Teater.
Fra 1970'erne har Finn Nielsen spillet med i en lang række revyforestillinger, bl.a. i sommerrevyerne i Mogenstrup, Glassalen i Tivoli, Rottefælden i Svendborg og Hjørring Revyen.
Nielsen er også kendt fra tv, måske mest i rollen som Skipper i julekalenderen Nissebanden i Grønland fra 1989 og som nissen Mirko i Jul på Slottet fra 1986. Spillede Cykelhandler/ cykelsmed i Matador og i 2007 medvirkede han musicalen baseret på serien.
Af filmroller fremhæves birollen i Nils Malmros' Kærlighedens smerte fra 1992 og en central rolle i Annette K. Olesens Lille soldat fra 2008 hvor han spillede overfor Trine Dyrholm.
For sidstnævnte rolle blev han nomineret til Bodilprisen i kategorien Bedste mandlige birolle.

## Udvalgt filmografi
- Næsbygaards arving (1965) –
- Manden på Svanegården (1972) –
- Mafiaen, det er osse mig (1974) –
- Kun sandheden (1975) –
- Piger i trøjen (1975) – sergent Brysk
- Strømer (1976) –
- Piger i trøjen 2 (1976) – oversergent Brysk
- Gangsterens lærling (1976) –
- Piger til søs (1977) – Harry Hansen, løjtnant på 'Falster'
- Mig og Charly (1978) – pressefotograf Jørgen
- Krigernes børn (1979) – fabrikant
- Johnny Larsen (1979) – oversergent
- Historien om en moder (1979) –
- Danmark er lukket (1980) – chauffør
- Verden er fuld af børn (1980) – beboer i landbrugskollektiv
- Historien om Kim Skov (1981) –
- Kniven i hjertet (1981) – værtshusgæst
- Den ubetænksomme elsker (1982) –
- Der er et yndigt land (1983) –
- Forræderne (1983) –
- Busters verden (1984) –
- Smuglerkongen (1985) –
- Babettes gæstebud (1987) – købmand
- Den store badedag (1991) – Erik
- Kærlighedens smerte (1992) – Lasse, Ninas biologiske far
- Det forsømte forår (1993) – idrætslæreren
- Frække Frida og de frygtløse spioner (1994) –
- Snøvsen ta'r springet (1994) –
- Den attende (1996) –
- Fruen på Hamre (2000) –
- Lille soldat (2008) – den kvindelige soldats far, som driver rufferi
- ID:A (2011) –
- Caroline - den sidste rejse (2012) –
- Klassefesten 3 - Dåben (2016) – Jettes far og Nillers svigerfar

- De frivillige (2019)

### Tv-serier
- En by i provinsen (1977) –
- Matador (1978-81) – cykelsmeden
- Jul på Slottet, julekalender (1986) – nissen Mirko
- Da Lotte blev usynlig (1988) – Jørgen
- Nissebanden i Grønland, julekalender (1989) – nissen Skipper
- Riget I (1994) – Madsen
- Krøniken - (2003-2006) - direktør Vang
- Isas Stepz (2008 - 2010) –
- Bankerot (2014 - 2015) –

### Revyer
- Mogenstrup
- Glassalen i Tivoli
- Rottefælden i Svendborg
- Hjørring Revyen

### Musical
- Matador-musical (2007) – sagfører Viggo Skjold-Hansen

## Priser og hæder
- 1984 vundet prisen Årets Dirch ved Revyernes Revy.[9][10]
- 2008 nomineret til Bodilprisen for bedste mandlige birolle for Lille Soldat

## Reference
1. 1 2 3 4 5  Jacob Stenz (21. november 2008). "En barsk fyr". fyens.dk.
2. 1 2  Ritzau (20. april 2012). "Det gør De, Nielsen". Kristeligt Dagblad. Arkiveret fra originalen 14. januar 2021. Hentet 12. januar 2021.
3. ↑  Forskellige kilder nævner både 1964 og 1965.
4. ↑  "Finn Nielsen og Ann Hjort går fra hinanden". Billed Bladet. 16. juli 2010. Arkiveret fra originalen 3. september 2019. Hentet 12. januar 2021.
5. ↑  Trine Munk-Petersen (10. april 2015). "Finn Nielsen: »Måske er det hele gået lidt for let«". Berlingske.
6. ↑  Valdemar Lønsted (21. august 2018). "Leonard Bernstein kunne alt og tilhørte hele verden". Information. Arkiveret fra originalen 13. januar 2021. Hentet 12. januar 2021.
7. ↑  "Finn Nielsen". Den Store Danske.
8. ↑  "Bodil-nomineringer 2009". 12. januar 2009. Arkiveret fra originalen 13. januar 2021. Hentet 12. januar 2021.
9. ↑  REVYERNES REVY. Skuespillerforeningen. Hentet 28/7-2022
10. ↑  Prismodtagere (Webside ikke længere tilgængelig). revydanmark.dk. Hentet 28/7-2022